# Abran fuego
«Abran fuego» es una canción de género rock alternativo con influencia del rock latino, el sencillo fue escrito por el vocalista Álvaro Charry y compuesta por el guitarrista Jorge Luis. Es el segundo sencillo de la banda de rock colombiana The Mills, bajo la producción de Jorge Holguin Pyngwi y publicada bajo el sello discográfico Cabeza de Ratón. La canción fue lanzada en las estaciones de radio en Colombia el 8 de mayo de 2009. Es el décima primer pista incluida en su álbum debut Babel.
La canción hace parte de la banda sonora de la telenovela colombiana Niñas mal. El sencillo hizo varias presentaciones en varias partes de Colombia en la primera gira nacional de The Mills nombrada Depredador Tour. Además, la canción recibió una nominación en la entrega de premios anual de la revista Shock en el 2009 en la categoría de "Mejor Canción Radio".

## Vídeo musical
El vídeo musical fue grabado en el 2009, estuvo bajo la dirección de Andrea Olarte, también estuvo en la dirección del vídeo musical "Lobo Hombre en París". Con un equipo artístico y técnico de más de 70 personas y un público convocado de más de 200 seguidores. El rodaje fue llevado a cabo en la antigua estación del tren de la Sabana de Bogotá. El videoclip comenzó a rotar en señales como Canal 13 y en MTV Centro, dándose a conocer a nivel continental llegando al primer lugar del conteo de Los 10 + pedidos.

## Listas musicales
| Listas de la radio | Posición en listas |
| ------------------ | ------------------ |
| Radioactiva R20CK  | 1                  |